# YBO2
YBO2（ワイビーオーツー、イボイボ）は、日本のバンド。
グループ名は、結成当初は「イボイボ」と読まれていたが、後にバンド自身の意向で「ワイビーオーツー」に統一された（但し、北村は一貫して自身のバンド名を「イボイボ」としか言っていなかった）。なお、「YBO2」という表記は誤りである。

## メンバー
- ボーカル、ベース、メロトロン：北村昌士
- ギター：栗原ミチオ（ゴースト、The Stars、White Heaven他）→KK NULL（ZENI GEVA）→森川誠一郎（Z.O.A）→河本英樹（ルインズ）→浅沼隆→解散、一時再結成時、KK NULL、田畑満（ZENI GEVA）→2000年に復活、栗原道夫、KK NULL、森川誠一郎→藤井政英
- ドラマー：上野山好紀→長谷川洋（ASTRO）→吉田達也→解散後、一時再結成時、佐藤カツ→2000年に復活、上野山好紀、吉田達也→岸沢光正
- 特例：1984年内のみ北村がボーカル・キーボード、作曲家の野澤美香がベースを担った。

## 来歴
雑誌『FOOL'S MATE』を創刊し、初代編集長を務めた北村昌士らによって1984年に結成された。
1986年に、北村自らが主宰するインディーズ・レーベルであるトランス・レコードより、1st.シングル『Doglamagla』、12インチ・シングル『太陽の皇子』、1st.アルバム『ALIENATION』、2nd.アルバム『Kingdom Of Family Dream』、シングル『空が墜ちる』などを立て続けにリリース。
変拍子等を多用した複雑な構成の楽曲と、不安を掻き立てるようなヒステリックなボーカルは、ディス・ヒートらに通じる音楽性を感じさせ、興隆しつつあった日本のインディーズシーンを代表する存在と目された。YBO2、Z.O.Aを始めとするトランス・レコード所属のバンドのおっかけをする「トランスギャル」と呼ばれるファンが存在するほどの人気を博した。
1988年に、3rd.アルバム『Pale Face, Pale Skin』、ビデオ『Heavymetal Master』をリリース後に、トランス・レコードは閉鎖。
1989年には、4th.アルバム『STARSHIP』でメジャー・デビューするが、翌1990年に活動停止。ただし、活動停止後も1991～92年に復活ライブが単発で行われている。
2000年に再結成したが、中心メンバーの北村は2006年6月17日に49歳の若さで早世した。
なお、北村は、YBO2と並行してCANIS LUPUS、そしてYBO2活動停止後は新バンドDIFFERANCEなどでも活動していた。

## ディスコグラフィ

### アルバム
- ALIENATION（1986年） - 1stアルバム
  - 収録曲：AMERIKA / 猟奇歌 / BOYS OF BEDLAM / TO BE（帝国の逆襲） / HEAVY WATERS / URAL

- KINGDOM OF FAMILIYDREAM（1986年） - 2ndアルバム
  - 収録曲：Die Verwandlung (変身) / Kingdom of Familydream I / Kingdom of Familydream II / Deadhuman's Paradise / Universe / Springfield / Lovely on the Water
- Whole Lotta Live Bootleg（1987年） - ライブ・アルバム
  - 収録曲：光の国 / Warchild / 空が堕ちる / Boys Of Bedlam / 黄昏のエル・サルバドル / Amerika / 猟奇歌 / Trash! Crash! / Seasons
- Pale Face, Pale Skin（1988年） - 3rdアルバム（2枚組）
  - 収録曲：Landed / Howl, Bark & Cry / Sahara Sunrise / The Plague / System Of Making Paranoia / Rubycon / Gravity / 円 Tsubura / 鬼 Oni / Fracture Of Meaning / By The Lake / El Salvador / Lunar Animal
- STARSHIP（1989年6月21日） - 4th.アルバム（メジャーデビューアルバム）
  - 収録曲：STARSHIP / PRECIOUS / CANON / FURAN / 自転車男 / WORN-OUT MUSIC / ROUND DANCE
- Greatest Hits Vol. 1（1992年3月30日） - ベスト・アルバム
- Greatest Hits Vol. 2（1994年10月25日） - ベスト・アルバム
- マイ・レスト・プレイス・ライヴ（1992年3月30日） - ライブ・アルバム
- ライヴ・ブートレグ（1993年3月15日） - ライブ・アルバム、1987年版の再発、ボーナス・トラック収録
- 大蜩琳/DEIJCHU-LING（2000年） - ライブ・アルバム
- YBO2 BOX（2016年8月24日） - CD「KINGDOM OF FAMILIYDREAM」「WHOLE LOTTA LIVE BOOTEG」「光の国」「pale skin,pale face」（2枚）「ALIENATION」「太陽乃皇子」「未発表LIVE-1」「未発表LIVE-2」とDVD「HEAVYMETAL MASTER」の10枚組ボックスセット
- un (未発表ライヴ音源作) （2017年12月10日） - ライブ・アルバム
- 光の国+1 （2018年1月20日） - シングル「光の国」に未発表ライブを加えた2枚組アルバム
- EXTERMINAL（2018年3月23日） - 1988年3月27日インクスティック芝浦でのライブを収録したアルバム
- EXTERMINAL FINAL + AFTER BOUNDS（2019年7月30日） - 「EXTERMINAL」の続編と、1991年の最初の復活期にあたると思われるライブを収録したアルバム
- LIVE 3（2019年7月30日） - 1987年、1988年、1990年のライブを収録。1992年に販売されたカセット・テープのCD化。
- EXTRA（2019年7月30日） - 2000年10月4日新宿アンティノックをライブを収録。2000年に販売されたカセット・テープのCD化。
- 地獄座（2019年7月30日） - 年月日不明のライブを収録。2000年に販売されたカセット・テープのCD化。
- 阿波座（2019年7月30日） - 1989年のライブ、2000年の北村昌士ソロ・ライブ、1991から92年にかけてのスタジオ・レコーディングを収録。2000年に販売されたカセット・テープのCD化。
- URAL EX（2022年6月20日） - 未発表のテクノファンク・ヴァージョンのスタジオトラックとライブトラックを収録したアルバム

### シングル・ミニアルバム
- Doglamagla（1986年） - 7'シングル
  - 収録曲：Doglamagla / Ural
- 太陽の皇子（1986年） - 12'ミニアルバム
  - 収録曲：太陽の皇子 / Why I…? / Amerika (extended long playing)
  - 初回プレスには『DRY LUNGS』（ソノシート）が付属
- Boys Of Bedlam（1986年） - ソノシート、非売品
  - 収録曲：Boys Of Bedlam (live)
- 空が墜ちる（1986年） - 7'シングル
  - 収録曲：空が堕ちる / Warchild
- Doglamagla（1987年） - 12'シングル、ピクチャーレコード
  - 収録曲：Doglamagla (Remixed) / To Be (Live Track) / Heavy Waters (Live Track) / Ural (Original Single Version) / Doglamagla (Original Single Version)
- 光の国（1987年） - 12'シングル
  - 収録曲：光の国 / Living In Labyrinth / Seasons

### ビデオ
- Blackbox in a Whiteroom（1986年）
- Heavymetal Master（1988年）
- 大蜩琳　DAEJOHW-LING（2000年）